# Ekonomska fakulteta v Würzburgu
Ekonomska fakulteta v Würzburgu (nemško Wirtschaftswissenschaftliche Fakultät) je fakulteta, ki deluje v okviru Univerze v Würzburgu in je bila ustanovljena leta 1968.